# Eurocupa

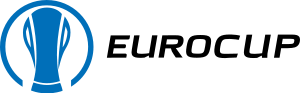
Logo (2008-2016)

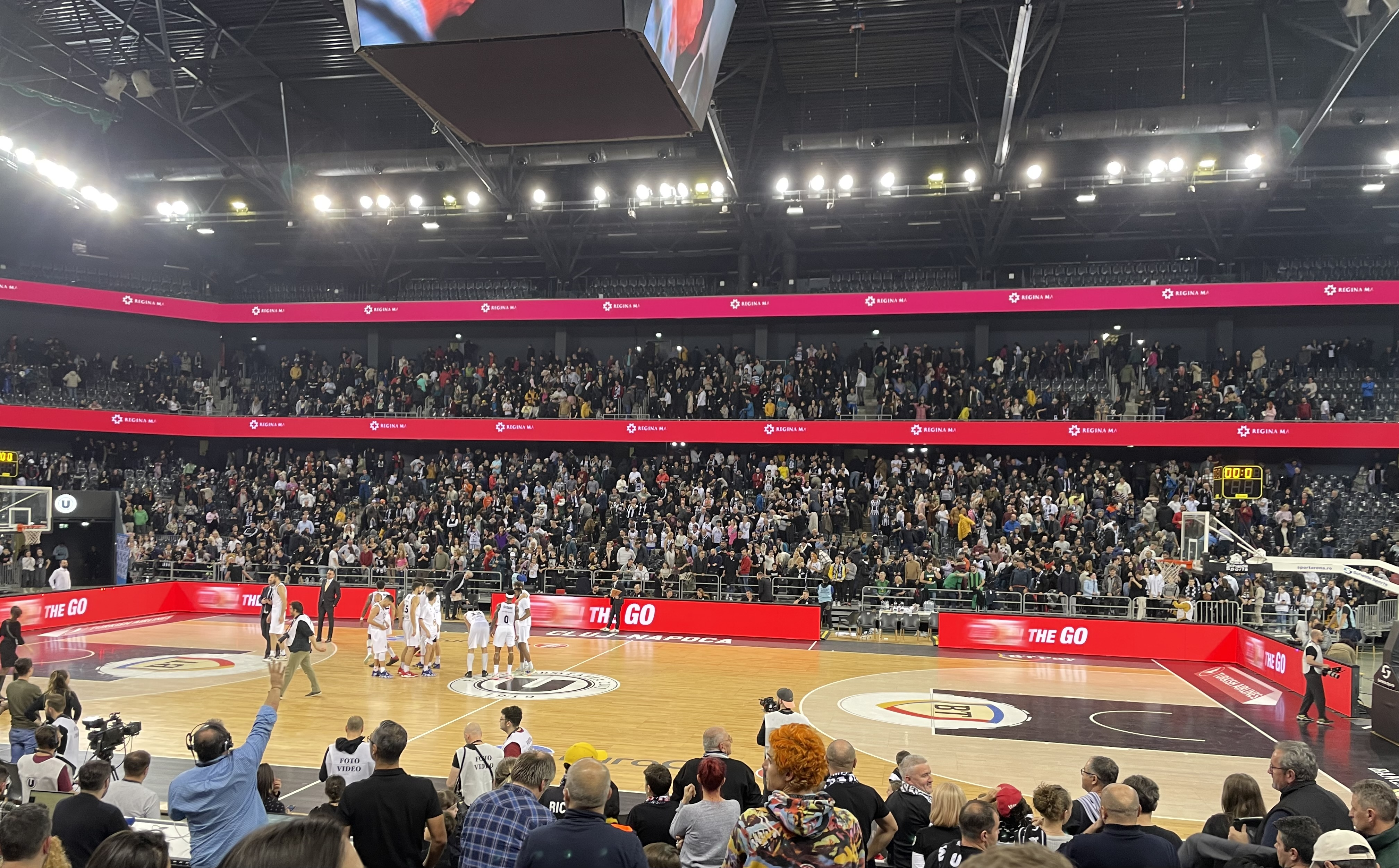
Echipa de baschet U-BT Cluj-Napoca jucând în Eurocup împotriva echipei spaniole Joventut Badalona (7 decembrie 2022)

EuroCup Basketball , cunoscută în mod obișnuit sub numele de EuroCup și numită în prezent BKT EuroCup din motive de sponsorizare, este o competiție anuală de cluburi profesioniste de baschet , care este organizată de Euroleague Basketball din 2002. După EuroLeague, este considerată a doua cea mai bună ligă de baschet profesionist  din Europa.
Fondată în 2002 sub denumirea de Cupa ULEB , competiția este cunoscută sub numele de Eurocup încă din sezonul 2008–09 , în urma unei schimbări de format.  Cupa ULEB și EuroCup Basketball sunt considerate aceeași competiție, schimbarea numelui fiind pur și simplu un re-branding.

### Format
Începând cu sezonul 2016–17 , prima fază a EuroCup este Sezonul Regular , la care participă 24 de echipe. Participanții includ 24 de cluburi înscrise automat în Sezonul Regular. Fiecare echipă joacă două jocuri (acasă și deplasare) împotriva oricărei alte echipe din grupa sa. La sfârșitul Sezonului Regular, terenul este tăiat de la 24 la 16. Următoarea fază, cunoscută sub numele de Top 16 , începe apoi, cu cei 16 supraviețuitori ai Sezonului Regular în grupe de patru echipe. Ca și în sezonul obișnuit, fiecare grupă din Top 16 se confruntă într-un format dublu round-robin . Câștigătorii de grupă și vicecampionii trec la a treia fază, Playoff-urile . Fiecare serie de playoff este cea mai bună din trei, iar câștigătorii fiecărei serii avansează în runda următoare cu insistență până la finală. Avantajul acasă în serie revine echipei cel mai bine plasată în Top 16. Finalele îi prezintă pe cei doi câștigători ai seriei rămase într-o serie cu cel mai bun din trei, cu avantaj acasă în serie față de cea mai bine plasată echipă în Top 16.

### Standardele arenei
În vigoare începând cu sezonul 2012–13 , toate cluburile EuroCup trebuie să găzduiască meciurile de acasă în arene care au o capacitate obișnuită de cel puțin 2.500 de locuri (toate locuri) și o capacitate suplimentară minimă de 200 de locuri VIP disponibile.  Prin comparație, cluburile licențiate EuroLeague își găzduiesc meciurile de acasă în arene cu o capacitate de cel puțin 10.000 de persoane, în timp ce cluburile asociate EuroLeague trebuie să aibă arene cu 5.000 de locuri.

### Recorduri de asistență
- 24.232 de persoane pentru Steaua Roșie Belgrad într-o victorie cu 79–70 în fața lui Budivelnyk Kyiv , la Kombank Arena , Belgrad, pe 26 martie 2014.
- 22.736 de persoane pentru Steaua Roșie Belgrad într-o victorie cu 63–52 împotriva UNICS Kazan , la Kombank Arena , Belgrad , pe 2 aprilie 2014